# LaLa DX
LaLa DX – japoński magazyn mang shōjo publikowany przez Hakusensha. Po raz pierwszy został wydany 9 lipca 1983 jako dodatek do czasopisma LaLa. Później stał się jego siostrzanym magazynem. LaLa DX był oryginalnie publikowany jako kwartalnik, ale obecnie ukazuje się dwa razy w miesiącu.

## Obecnie ukazujące się mangi
- 4 Jigen – Kana Niza
- Aah, Itoshi no Banchō-sama – Mayu Fujikata
- Shirayuki. Śnieżka o czerwonych włosach – Sorata Akiduki
- Film Girl – Shigeyoshi Takagi
- Jun'ai Station – Kei Tanaka
- Koi dano Ai dano – Ririko Tsujita
- Mochimochi no Kamisama – Masami Morio
- Mikado no Shihō – Emiko Nakano
- Momoyama Kyōdai – Yuki Fujitsuka
- Księga przyjaciół Natsume – Yuki Midorikawa
- Nobara no Hanayome – Yū Toyota
- Presant wa Shinju – Ken Saitō
- Shōnen Dolls – Wataru Hibiki
- Uchi no Pochi no Yūkoto niwa – Yutaka Tachibana
- Yashio to Mikumo – Nari Kusakawa
- Yoroshiku Master – Sakura Tsukuba
- Zettai Heiwa Daisakusen – Akane Ogura

## Wydawane mangi

### A
- Shirayuki. Śnieżka o czerwonych włosach – Akizuki Sorata
- Aoiro Toshokan – Mikase Hayashi
- Auto Focus – Aya Roppongi

### B
- Shinigami no Ballad – Asuka Izumi
- Bell – Mikoto Asō

### C
- Cluster Edge – Wan Komatsuda
- Chikyū Kanri-nin – Makoto Mori
- Chikyū Kōshinkyoku – Mikase Hayashi

### G
- Gen'ei Kitan – Shiho Inada
- Gensō Kajin – Chiaki Karasawa

### H
- Hana ni Arashi – Shigeyoshi Takagi
- Hana no Namae – Ken Saitou
- Hanatsuki-hime – Wataru Hibiki
- Harukanaru Toki no Naka de – Tōko Mizuno
- Hiiro no Isu – Yuki Midorikawa
- Himitsu no Himegimi Uwasa no Ōji – Mato Kauta
- Himegimi no Tsukurikata – Asuka Izumi
- Honey – Yutaka Tachibana
- Hoshi-yomi no Yogensha – Natsuna Kawase
- Hyakujū Kingdom – Shigeyoshi Takagi

### I
- Ibara no Okite – Yuni Yukimura

### J
- Jūni Hisoku no Palette (Palette of 12 Secret Colors) – Nari Kusakawa

### K
- Kana, Kamo. – Yutaka Tachibana
- Katakoi Triangle – Shinobu Amano
- Kazoku Gokko – Chiaki Karasawa
- Kids Talk – Nozomi Yanahara
- Kimi no Umi e Ikō – Fumika Okano
- Kimi to Himitsu no Hanazono – Mikase Hayashi
- Kingyo-sō – Yuki Fujitsuka
- Koto no Ha – Mikoto Asō
- Kyōryū na Haisha-san – Masami Morio

### L
- Lapis Lazul no Ōkan – Natsuna Kawase
- Lovely Hyakka Jiten – Fumika Okano

### M
- Mademoiselle Butterfly – Akane Ogura
- Maruichi-teki Fūkei – Nozomi Yanahara
- Mekakushi no Kuni (Land of the Blindfolded) – Sakura Tsukuba
- Mikaduki Pan – Asuka Sasada
- Mujūryoku Aria – An Tsukimiya

### N
- Neko Love – Rika Yonezawa
- Ningyō-shi no Yoru – Yutaka Tachibana
- Nushi-sama Series – Megumi Wakatsuki

### O
- Onsen de Aimashō – Chiaki Karasawa
- Otenki no Miko – Nozomi Yanahara

### P
- Pajama de Goron – Asuka Sasada

### R
- Rakuen Route – An Tsukimiya

### S
- Saint Hyper Keibitai – Masami Morio
- Shabekuri King – Rika Yonezawa
- Sugar Family – Akira Hagio

### T
- Tennen Sozai de Ikō – Mikoto Asō
- Teppen! – An Tsukimiya
- Tobenai Majo – Natsuna Kawase
- Tokage Ōji – Asuka Izumi
- Torikae Fūka Den – Nozomi Yanahara
- Trouble Dog – Aya Roppongi

### V
- Vamp Series – Yutaka Tachibana
- Variety – Asuka Sasada

### W
- With!! – Ken Saitou

### X
- Xazsa – Junko Tamura